# The Appointed Hour
The Appointed Hour è un cortometraggio muto del 1912. Il nome del regista non viene riportato nei credit del film che, prodotto dalla Reliance Film Company, aveva come interpreti Henry B. Walthall, Jane Fearnley, Charles Herman.

## Trama
Trascurata dal ricco e anziano marito, la signora Neville non ne può più e, durante un ricevimento, cede alle profferte appassionate di un suo spasimante, decidendo di fuggire con lui. Mentre sta preparando le valigie, trova un pacchetto di vecchie lettere d'amore che ravvivano teneri ricordi del suo corteggiamento. Piangendo amaramente, la donna dimentica l'ora dell'appuntamento. Suo marito, venuto a sapere di quella fuga, armato di pistola, entra cautamente nella stanza. La figura patetica della moglie piangente gli dà la consapevolezza delle proprie mancanze e quando lei gli chiede perdono, la prende teneramente tra le sue braccia, dicendole che dovrebbe essere lui a chiedere perdono a lei. E, con rinnovato amore, i due guardano al futuro che li aspetta insieme.

## Produzione
Il film fu prodotto dalla Reliance Film Company.

## Distribuzione
Distribuito dalla Motion Picture Distributors and Sales Company, il film - un cortometraggio in una bobina - uscì nelle sale cinematografiche statunitensi il 17 gennaio 1912.